# Rauf
Rauf ist ein männlicher Vorname arabischer Herkunft, der insbesondere in Aserbaidschan, aber auch in der Türkei und im arabischen und persischen Sprachraum vorkommt. In der Türkei hat er die Bedeutung „glücklicher, freudiger Tag“. Rauf tritt auch als Familienname auf.

## Namensträger

### Osmanische Zeit
- Mehmet Rauf (1875–1931), osmanischer Autor

### Vorname
- Rauf Ceylan (* 1976), deutsch-kurdischer Religionswissenschaftler und Autor
- Rauf Denktaş (1924–2012), türkisch-zypriotischer Politiker
- Rauf Həbibov (* 1965), aserbaidschanischer Politiker
- Rauf Kılıç (* 1964), türkischer Fußballspieler
- Rauf Məmmədov (* 1988), aserbaidschanischer Schachspieler
- Mohd Rauf Nur Misbah (* 1987), malaysischer Radrennfahrer
- Rauf Orbay (1881–1964), osmanischer Marineoffizier und Staatsmann
- Selim Rauf Sarper (1899–1968), türkischer Diplomat und Politiker
- Rauf Engin Soysal (* 1960), türkischer Diplomat

### Familienname
- Bülent Rauf (1911–1987), türkisch-britischer Mystiker und Autor
- Feisal Abdul Rauf (* 1948), ägyptisch-amerikanischer Imam, Autor und eine Persönlichkeit des interkonfessionellen Dialogs
- Haris Rauf (* 1993), pakistanischer Cricketspieler
- Mahmoud Abdul-Rauf (* 1969), US-amerikanischer Basketballspieler